# アシフルオルフェン
アシフルオルフェン(acifluorfen)は、除草剤の一つ。被子植物の雑草に効果があり、大豆、落花生、エンドウ、イネの栽培に使われる。モービル・ケミカル社（現 バイエルクロップサイエンス社）及びローム・アンド・ハース社により開発されたジフェニルエーテル系除草剤であり、ナトリウム塩として利用される。プロトポルフィリノーゲンオキシダーゼ阻害剤の作用を持ち、茎葉及び根から吸収されるが、体内移行はほとんどない。アメリカ合衆国では1980年に初回農薬登録されている。